# ماها آواتار باباجی
ماها آواتار باباجی نام منسوب توسط لاهیری ماهاسایا و تنی چند از شاگردانش به قدیسی هندی است که او را در بین ۱۸۶۱ تا ۱۹۳۵ ملاقات کردند. بعضی ها میگویند وی بیش از ۶۰۰۰سال عمر دارد. بعضی از این دیدارها توسط پاراماهانسا یوگاناندا در کتابش زندگی‌نامه یک یوگی (۱۹۴۶) شرح داده می‌شود که شامل اولین ملاقات خود یوگاناندا با این استاد نیز هست. منبع اصلی دیگر در این زمینه، در کتاب علم مقدس است که توسط سعید نوشته شده‌است. همه این گزارش‌ها همراه با ملاقات‌های دیگر با ماها آواتار باباجی، در زندگی‌نامه‌های مختلفی که توسط یوگاناندا بدان اشاره شده شرح داده می‌شود. ماها آواتار باباجی ازپیروان بوگار حکیم و سدهار قوم تامیل بوده است.
نام منتسب به او، ماها آواتار باباجی، و زمان تولدش نامشخص است و بدان خاطر که کسانی او را در طول آن دوره ملاقات کردند همگی او را با نامی که برای اولین بار توسط لاهیری ماهاسایا به او داده شد، می‌نامند. ماهاآواتار به معنی آواتار اعظم و باباجی در واقع به معنی «پدر محترم» است. بعضی از کسانی که با او روبرو شدند شامل دو نفر و بیشتر – در بحث‌هایی که بین آن‌ها در زمینه ملاقات با باباجی صورت گرفته، نشان از آن دارد که همگی آن‌ها با شخص مشابهی روبرو شدند.

## گزارش‌هایی از ملاقات با باباجی بین ۱۸۶۱ تا ۱۹۶۶
اصل مقاله از: لاهیری ماهاسایا
اولین گزارش ملاقات با باباجی در ۱۸۶۱ وقتی بود که لاهیری ماهاسایا به خاطر کارش به عنوان حسابدار برای دفتر مهندسی ارتش بریتانیا به رانیکت اعزام شد. یک روز در حالیکه در تپه‌های دوان‌گیری بالای رانیکت قدم می‌زد، صدایی که نام او را صدا می‌زد شنید. به دنبال صدا بالای کوهی رفت و سادهوی بلند قامت که به‌طور معجزه آسایی می‌درخشید را دید. لاهیری ماهاسایا از دیدن آن سادهویی که نام او را می‌دانست شگفت زده شد آن سادهو باباجی بود.
ماهاآواتار باباجی به لاهیری ماهاسایا گفت که وی در گذشته گوروی او بوده و سپس او را به کریا یوگا متشرف کرد و به لاهیری ماهاسایا دستور داد دیگران را متشرف کند. لاهیری ماهاسایا می‌خواست نزد باباجی بماند که باباجی گفت او بایستی برای آموزش کریا یوگا به میان مردم بر گردد و آنکه تمرین کریا یوگا بایستی در میان مردم این دنیا از طریق حضور لاهیری ماهاسایا گسترش یابد.
لاهیری ماهاسایا شرح کرد که ماهاآواتار باباجی نام یا سابقه زندگی خود را بازگو نمی‌کند بدین خاطر لاهیری ماهاسایا به او لقب ماهاآواتار باباجی را داد. به سادهوهای بسیاری در هند باباجی گفته می‌شود و گاهی اوقات همین ترادف موجب اشتباه بین ماهاآواتار باباجی و سادهوهای دیگر با نام مشابه می‌گردد. در دوران معاصر افرادی ادعا کرده‌اند که حلول مجدد باباجی یا شاگرد برگزیده وی می‌باشند که با آنچه لاهیری ماهاسایا در مورد باباجی می‌گوید صدق چندانی نمی‌کند.
لاهیری ماهاسایا ملاقات‌های بسیاری با ماهاآواتار باباجی داشت، که شرح آن در چندین کتاب وجود دارد از جمله زندگی‌نامه یک یوگی، زندگی‌نامه لاهیری ماهاسایا با نام:(Yogiraj Shyama Charan Lahiri Mahasaya)، و کتاب پورانا پورشا: یوگی راج شری چوم لاهیری(Yogiraj Sri Shama Churn Lahiri).

## شاگردان لاهیری ماهاسایا
تنی چند از شاگردان لاهیری ماهاسایا با باباجی ملاقات داشته‌اند. در میان بحث با یکدیگر و این واقعیت که بعضی از این ملاقات‌ها با حضور دو شاهد یا بیشتر صورت گرفته‌است. آن‌ها تأیید کردند که شخصی که آن‌ها دیدند سادهوی مشابهی بود که لاهیری ماهاسایا او را ماهاآواتار باباجی نامید.
در ۱۸۹۴ در کومبا ملا در الله‌آباد، شری یوکتشوارگیری، شاگرد لاهیری ماهاسایا با ماهاآواتار باباجی ملاقات کرد. او از شباهت خارق‌العاده باباجی با لاهیری ماهاسایا شگفت زده شد. افراد دیگری نیز این شباهت را گزارش کردند. در همین ملاقات بود که باباجی به شری یوکتشوار دستور نگارش کتابی که تبدیل به کتاب کایوالا درشن یا علم مقدس شد را داد. شری یوکتشوار دو بار یا بیشتر ملاقات با ماهاآواتار باباجی داشته که یک بار آن در نزد لاهیری ماهاسایا بود.
کشباناندا شاگرد دیگر لاهیری ماهاسایا ملاقات خود را با باباجی در کوه‌های نزدیک بادرین حوالی ۱۹۳۵ بعد از آنکه به شکل شگفت‌انگیزی راهش را گم کرد بیان می‌کند. در آن ملاقات پراباناندا گزارش می‌دهد که باباجی به او پیامی را برای یوگاناندا می‌دهد که وی را در آن زمان نخواهد دید اما در زمانی دیگر به دیدن او می‌رود.
شاگرد دیگر لاهیری ماهاسایا که ملاقات‌های خود را با باباجی گزارش کرد شامل کیبالانانداگیری و رام گوپال موزوم دار می‌باشند که ملاقات ماهاآواتار باباجی و خواهرش که او آن را ماتیاج می‌نامید را گزارش کردند.

## افسانه‌های باستانی
قدرت‌های افسانه‌ای و عمر افسانه‌ای به ماها آواتار باباجی توسط شاگردان لاهیری ماهاسایا نسبت داده شده‌است. چنین داستان‌هایی موجب آن شده که بسیاری ماهاآواتار باباجی را شخصی افسانه‌ای قلمداد کنند تا یک سادهوی واقعی که توسط بسیاری در بین سال‌های ۱۸۶۱ تا ۱۹۳۵ دیده شده‌است.
پاراهامسا یوگاناندا در زندگی‌نامه‌اش نقش ماهاآواتار باباجی را بر روی زمین بدین سان شرح داد:
ماهاآوتار باباجی در مشارکت دائمی با مسیح است؛ به همراه هم، ارتعاش رستگاری را ساطع می‌کنند و تکنیک معنوی رستگاری برای این دوره را برنامه‌ریزی کرده‌اند. کار این دو استاد کاملاً به روشن ضمیری رسیده- یکی با جسم و دیگری بدون آن- الهام بخشیدن به ملت‌ها برای رهایی از جنگ‌های مخرب، نفرت‌های نژادی، فرقه گرایی مذهبی و زیان‌های ناشی از ماده گرایی می‌باشد. باباجی به خوبی از روند زمان‌های مدرن به ویژه از تأثیر و پیچیدگی تمدن غربی آگاه است و لزوم گسترش رهایی فردی توسط یوگا را به‌طور یکسان هم در غرب و هم در شرق درک می‌کند.
به علاوه، باباجی به داشتن عمری نامحدود مشهور است. یوگاناندا گزارش می‌دهد که بنا به گفته شاگردان لاهیری ماهاسایا هیچ‌کس سن، خانواده، مکان تولد، نام حقیقی باباجی یا دیگر جزئیات پرارزش مورد نظر یک تاریخ‌نویس را نمی‌داند.
براساس کتاب زندگی‌نامه یک یوگی، باباجی خواهری به نام ماتاجی (به معنی خواهر مقدس) دارد که او نیز در سراسر قرون زندگی کرده‌است. سطح معنوی او با برادرش قابل مقایسه است و در یک حالت خلسه معنوی در غاری زیرزمینی زندگی می‌کند. اگر چه فقط سه صفحه در این کتاب به او اختصاص داده می‌شود، او توسط رام گوپال به عنوان زن جوان به‌طور استثنایی دوست داشتنی و شکوهمند توصیف می‌شود.
یوگاناندا اغلب با صدای بلند به درگاه باباجی کریشنا دعا می‌کرد.